# George Agar-Ellis, 1:e baron Dover
George James Welbore Agar-Ellis, 1:e baron Dover, född den 14 januari 1797, död den 10 juli 1833, var en brittisk politiker och historiker.

## Biografi
Agar-Ellis var 1818–1831 medlem av underhuset, där han tillhörde det liberala partiet, och upphöjdes 1831 till peer som baron Dover. I parlamentet ivrade han för upprättandet av ett brittiskt nationalgalleri och verkade även i övrigt för främjande av konst och litteratur. Åren 1832–1833 var han president i Royal Society of Literature. Han utgav The Ellis correspondence (2 band, 1829) och Letters of Horace Walpole to Horace Mann (3 band, 1833) samt flera självständiga historiska arbeten, såsom The true history of the iron mask (1826) och Lives of the most eminent sovereigns of modern Europe (4:e upplagan 1853).